# جان هوریکن
جان هوریکن (انگلیسی: John Hourican؛ زادهٔ ۲۴ ژوئیهٔ ۱۹۷۰) کارآفرین، بانکدار و مدیر ارشد اجرایی ایرلندی است، که در حال حاضر به‌عنوان مدیر عامل اجرایی بانک قبرس فعالیت می‌کند.